# جبل یار
جبل یار (به عربی: جبل یار) یک کوه در عربستان سعودی است که در عربستان سعودی واقع شده‌است. جبل یار ۳۰۵ متر بالاتر از سطح دریا واقع شده‌است.